# Hugh Bonneville
Hugh Bonneville, rodným jménem Hugh Richard Bonneville Williams (* 10. listopadu 1963, Londýn), je anglický herec.
Herectví vystudoval na Webber Douglas Academy of Dramatic Art a od roku 1987 účinkoval v anglickém Národním divadle, od roku 1991 je také členem Královské shakesperovské společnosti. V témže roce debutoval také v televizi pod svým zkráceným občanským jménem a příjmením Richard Bonnevile.
Ve filmu se poprvé objevil v roce 1994, nejprve ovšem hrával drobné a vedlejší role, často se jednalo o dobromyslné kladné postavy, teprve později se dostavily větší role a s nimi i postavy záporné.

## Filmografie, výběr

### Televize
- 2010	Panství Downton (Robert Crawley, hrabě z Granthamu)
- 2009	Lovci (policejní inspektor Iain Barclay)
- 2006	Tsunami: následky (Tony Whittaker)
- 2002	Doktor Živago (Andrej Živago)
- 2002	Na špičce jazyka (Ralph Banner)
- 2001	Pohádka mého života (vydavatel)
- 2000	Čtvrtek dvanáctého (Brin Hopper)

### Film
- 2019	Panství Downton (Robert Crawley, hrabě z Granthamu)
- 2017	Místokrálův palác (Lord Louis Mountbatten)
- 2014	Paddington (Henry Brown)
- 2007	Poslední píseň
- 2006	Scény z partnerského života (Gerry)
- 2005	Ústav (Max Raphael)
- 2005	Z očí do očí (Fraser McBride)
- 2004	Krása na scéně (Samuel Pepys)
- 2001	Císařovy nové šaty (Bertrand)
- 2001	Iris (mladý John Bayley)
- 2001	Dohola (Louis)
- 1999	Notting Hill (Bernie)